# Conradin Kreutzer
Pour les articles homonymes, voir Kreutzer.
Conradin Kreutzer est un musicien, chef d'orchestre et compositeur badois, né à Messkirch le 22 novembre 1780 et mort à Riga le 14 décembre 1849. Il fait partie, à la manière d'un Louis Spohr ou d'un Albert Lortzing, des représentants les plus caractéristiques de la première vague romantique et du Biedermeier musical.
Il inventa le panmélodion (de), instrument assez semblable à l'harmonica de verre. Après avoir composé des messes et des pièces instrumentales, il écrivit des opéras, dont Conradin de Souabe, Féodore, Libussa, Le Plongeur, une Nuit à Grenade.

## Biographie
Né à Meßkirch, Bade, Kreutzer abandonne ses études de droit (Université de Fribourg) et se rend à Vienne vers 1804, où il rencontre Ludwig van Beethoven, Joseph Haydn et étudie peut-être avec Johann Georg Albrechtsberger, tout en s'essayant sans succès au singspiel. Il passe les années 1811 et 1812 à Stuttgart, où au moins trois de ses opéras sont mis en scène et où il obtient le poste de Hofkapellmeister.[réf. nécessaire] De 1812 à 1816, il est Kapellmeister du roi de Wurtemberg. Une fois qu'il eut réussi, il devint un compositeur prolifique et écrivit un certain nombre d'opéras pour le Theater am Kärntnertor, le Theater in der Josefstadt et le Theater an der Wien.
En 1840, il devient chef d'orchestre de l'opéra de Cologne. Ses filles, Cecilia et Marie Kreutzer, sont des sopranos de renom.
Kreutzer doit sa célébrité presque exclusivement à l'opéra Das Nachtlager von Granada (1834), qui a tenu la scène pendant un demi-siècle en dépit des changements de goût musical. L'œuvre a été écrite dans le style de Carl Maria von Weber. On retrouve les mêmes qualités dans les part-songs pour voix d'hommes de Kreutzer, qui furent à une époque extrêmement populaires en Allemagne. Parmi celles-ci, "Das ist der Tag des Herrn" ("Le jour du Seigneur"). Son Septuor pour vents et cordes, Op. 62, reste dans le répertoire de la musique de chambre. Il est l'un des 50 compositeurs qui ont écrit une variation sur une valse d'Anton Diabelli pour la partie II du "Vaterländischer Künstlerverein" (publié en 1824).

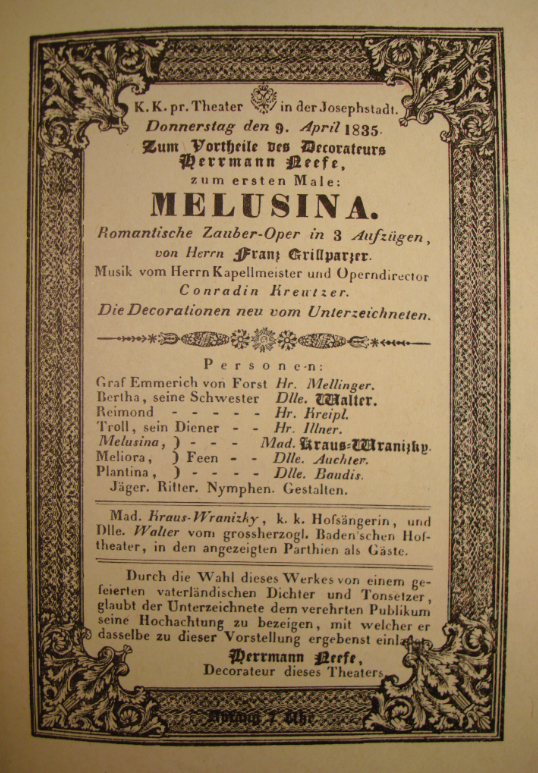
Affiche de l'opéra Melusina, "opéra magique romantique" en 3 actes, livret de Franz Grillparzer, musique de Conradin Kreutzer (Représentation du 9 avril 1835).

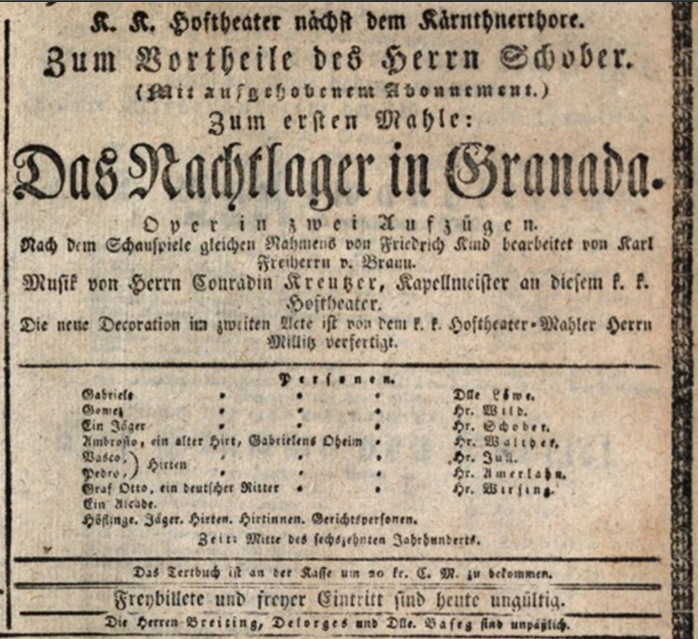
Affiche de l'opéra Das Nachtlager von Granada.

Il mourut à Riga.

## Œuvres
Liste non exhaustive :
Opéras
- Die Alpenhütte, opéra, livret d'August von Kotzebue, créé le 1er mars 1815 à Stuttgart;
- Libussa, opéra romantique, livret de Joseph Carl Bernard, créé le 4 décembre 1822 au Theater am Kärntnertor de Vienne, Autriche;
- Melusina, opéra romantique "magique", livret de Franz Grillparzer, crée le 27 février 1833 au Königsstädtisches Theater de Berlin.
- Das Nachtlager von Granada, opéra romantique, livret de Karl Johann Braun von Braunthal, créé le 13 janvier 1834 au Theater in der Josefstadt de Vienne.

Musique de chambre
- Grand Septuor en mi bémol pour clarinette, cor, basson, trio de cordes, basse, Opus 62;
- Trio pour clarinettes en Mi bémol majeur, Op. 43;
- Duo en do majeur;
- Fantasie pour basson en fa majeur;
- Variations en sol pour trompette chromatique;
- Variations en si bémol majeur pour basson et piano.

Œuvres pour orchestres
- Concerto pour piano et orchestre n°1 en si bémol majeur, Op.42 (1818);
- Concerto pour piano et orchestre n°2 en do mineur, Op.50 (1822);
- Concerto pour piano et orchestre n°3 en mi bémol majeur, Op.65.

Œuvres chorales
- Te Deum in ré majeur, KWV 3301;
- Abendlied.

Œuvres vocales
- Das Mühlrad, chant pour soprano, clarinette et pianoforte;
- Frühlingsglaube.

Œuvres pour piano
- Romance pour piano.